# Fußball-Europameisterschaft 2012/Spanien
Dieser Artikel behandelt die spanische Nationalmannschaft bei der Fußball-Europameisterschaft 2012 in Polen und der Ukraine. Für Spanien war es die neunte Teilnahme. Seitdem die Endrunde ab 1996 mit 16 Mannschaften ausgetragen wird, konnte sich Spanien immer qualifizieren. Die spanische Mannschaft trat als Titelverteidiger an, nachdem sie 2008 zum zweiten Mal den Titel gewonnen hatte. Da Spanien 2010 zudem Weltmeister wurde, nahm nach 1976 zum zweiten Mal eine Mannschaft als amtierender Welt- und Europameister teil. Spanien konnte durch ein 4:0 im Finale gegen Italien den Titel verteidigen und damit als erste europäische Mannschaft drei Titel in Folge gewinnen. Dies war zuvor nur Uruguay bei der Copa América 1922, den Olympischen Spielen 1924 und der Copa América 1924 gelungen.

## Qualifikation
Spanien absolvierte die Qualifikation zur Europameisterschaft in der Gruppe I. Die Selección qualifizierte sich am 6. September 2011, bereits zwei Spieltage vor Schluss, mathematisch für die Endrunde und konnte letzten Endes alle acht Begegnungen für sich entscheiden. Neben Deutschland ist Spanien damit die einzige Mannschaft, die alle Qualifikationsspiele gewann, musste aber zwei Spiele weniger austragen. Bester Torschütze der Mannschaft war David Villa mit insgesamt sieben Treffern, der beim Qualifikationsspiel am 25. März 2011 gegen Tschechien Raúl als Rekordtorschütze ablöste.

### Spiele
Alle Resultate aus spanischer Sicht.
| Datum      | Spielort      | Gegner        | Ergebnis  | Torschützen |
| ---------- | ------------- | ------------- | --------- | --- |
| 03.09.2010 | Vaduz (LIE)   | Liechtenstein | 4:0 (2:0) | 1:0 Fernando Torres (18.), 2:0 David Villa (26.), 3:0 Fernando Torres (54.), 4:0 David Silva (62.)                                       |
| 08.10.2010 | Salamanca     | Litauen       | 3:1 (0:0) | 1:0 Fernando Llorente (47.), 1:1 Darvydas Šernas (54.), 2:1 Fernando Llorente (56.), 3:1 David Silva (79.)                               |
| 12.10.2010 | Glasgow (SCO) | Schottland    | 3:2 (1:0) | 1:0 David Villa (44., E), 2:0 Andrés Iniesta (55.), 2:1 Steven Naismith (58.), 2:2 Gerard Piqué (66., ET), 3:2 Fernando Llorente (79.)   |
| 25.03.2011 | Granada       | Tschechien    | 2:1 (0:1) | 0:1 Jaroslav Plašil (29.), 1:1 David Villa (69.), 2:1 David Villa (72., E)                                                               |
| 29.03.2011 | Kaunas (LTU)  | Litauen       | 3:1 (1:0) | 1:0 Xavi (19.), 1:1 Marius Stankevičius (57.), 2:1 Tadas Kijanskas (70., ET), 3:1 Juan Mata (83.)                                        |
| 06.09.2011 | Logroño       | Liechtenstein | 6:0 (3:0) | 1:0 Álvaro Negredo (33.), 2:0 Álvaro Negredo (37.), 3:0 Xavi (44.), 4:0 Sergio Ramos (52.), 5:0 David Villa (59.), 6:0 David Villa (79.) |
| 07.10.2011 | Prag (CZE)    | Tschechien    | 2:0 (2:0) | 1:0 Juan Mata (7.), 2:0 Xabi Alonso (23.)                                                                                                |
| 11.10.2011 | Alicante      | Schottland    | 3:1 (2:0) | 1:0 David Silva (6.), 2:0 David Silva (44.), 3:0 David Villa (54.), 3:1 David Goodwillie (66., E)                                        |

### Tabelle
| Pl. | Land          | Sp. | S | U | N | Tore    | Punkte |
| --- | ------------- | --- | - | - | - | ------- | ------ |
| 1.  | Spanien       | 8   | 8 | 0 | 0 | 026:600 | 24     |
| 2.  | Tschechien    | 8   | 4 | 1 | 3 | 012:800 | 13     |
| 3.  | Schottland    | 8   | 3 | 2 | 3 | 009:100 | 11     |
| 4.  | Litauen       | 8   | 1 | 2 | 5 | 004:130 | 05     |
| 5.  | Liechtenstein | 8   | 1 | 1 | 6 | 003:170 | 04     |

## Kader
23-Mann-Aufgebot für die Endrunde der Fußball-Europameisterschaft 2012. Mit dem dritten Kapitän Carles Puyol, der kurz vor Saisonende am rechten Knie operiert werden musste, und Rekordtorschützen David Villa, der sich nicht rechtzeitig von einem Schienbeinbruch erholen konnte, fehlten den Spaniern zwei Stammspieler vergangener Turniere bei der EM-Endrunde.
| Trikot- Nr. | Name               | Verein          | Geburts- datum | Länderspiel- einsätze | Länderspiel- tore | Debüt         | Letzter Einsatz | EM-Spiele                    | Sp.      | Tore     | Rot      | G/R      | Gelb     |
| Torhüter    | Torhüter           | Torhüter        | Torhüter       | Torhüter              | Torhüter          | Torhüter      | Torhüter        | Torhüter                     | Torhüter | Torhüter | Torhüter | Torhüter | Torhüter |
| ----------- | ------------------ | --------------- | -------------- | --------------------- | ----------------- | ------------- | --------------- | ---------------------------- | -------- | -------- | -------- | -------- | -------- |
| 01          | Iker Casillas      | Real Madrid     | 25. Mai 1981   | 137                   | 0                 | 3. Juni 2000  | 1. Juli 2012    | 0 (2000), 3 (2004), 5 (2008) | 6        |          |          |          |          |
| 12          | Víctor Valdés      | FC Barcelona    | 14. Jan. 1982  | 8                     | 0                 | 3. Juni 2010  | 3. Juni 2012    |                              |          |          |          |          |          |
| 23          | Pepe Reina         | FC Liverpool    | 31. Aug. 1982  | 25                    | 0                 | 17. Aug. 2005 | 30. Mai 2012    | 1 (2008)                     |          |          |          |          |          |
| Abwehr      |                    |                 |                |                       |                   |               |                 |                              |          |          |          |          |          |
| 02          | Raúl Albiol        | Real Madrid     | 4. Sep. 1985   | 34                    | 0                 | 23. Okt. 2007 | 3. Juni 2012    | 2 (2008)                     |          |          |          |          |          |
| 03          | Gerard Piqué       | FC Barcelona    | 2. Feb. 1987   | 45                    | 4                 | 11. Feb. 2009 | 1. Juli 2012    |                              | 6        |          |          |          | 1        |
| 04          | Javi Martínez      | Athletic Bilbao | 2. Sep. 1988   | 8                     | 0                 | 29. Mai 2010  | 7. Okt. 2011    |                              | 1        |          |          |          | 1        |
| 05          | Juanfran           | Atlético Madrid | 9. Jan. 1985   | 1                     | 0                 | 26. Mai 2012  | 26. Mai 2012    |                              |          |          |          |          |          |
| 15          | Sergio Ramos       | Real Madrid     | 30. März 1986  | 92                    | 6                 | 26. März 2005 | 1. Juli 2012    | 5 (2008)                     | 6        |          |          |          | 2        |
| 17          | Álvaro Arbeloa     | Real Madrid     | 17. Jan. 1983  | 41                    | 0                 | 26. März 2008 | 1. Juli 2012    | 1 (2008)                     | 6        |          |          |          | 2        |
| 18          | Jordi Alba         | FC Valencia     | 21. März 1989  | 11                    | 1                 | 11. Okt. 2011 | 1. Juli 2012    |                              | 6        | 1        |          |          | 1        |
| Mittelfeld  |                    |                 |                |                       |                   |               |                 |                              |          |          |          |          |          |
| 06          | Andrés Iniesta     | FC Barcelona    | 11. Mai 1984   | 71                    | 11                | 27. Mai 2006  | 1. Juli 2012    | 6 (2008)                     | 6        |          |          |          |          |
| 08          | Xavi               | FC Barcelona    | 25. Jan. 1980  | 115                   | 11                | 15. Nov. 2000 | 1. Juli 2012    | 0 (2004), 5 (2008)           | 6        |          |          |          |          |
| 10          | Cesc Fàbregas      | FC Barcelona    | 4. Mai 1987    | 69                    | 10                | 1. März 2006  | 1. Juli 2012    | 6 (2008)                     | 6        | 2        |          |          |          |
| 14          | Xabi Alonso        | Real Madrid     | 25. Nov. 1981  | 102                   | 15                | 30. Apr. 2003 | 1. Juli 2012    | 2 (2004), 4 (2008)           | 6        | 2        |          |          | 2        |
| 16          | Sergio Busquets    | FC Barcelona    | 16. Juni 1988  | 45                    | 0                 | 1. Apr. 2009  | 1. Juli 2012    |                              | 6        |          |          |          | 1        |
| 20          | Santi Cazorla      | FC Málaga       | 13. Sep. 1984  | 45                    | 6                 | 31. Mai 2008  | 23. Juni 2012   | 5 (2008)                     | 2        |          |          |          |          |
| Angriff     |                    |                 |                |                       |                   |               |                 |                              |          |          |          |          |          |
| 07          | Pedro              | FC Barcelona    | 28. Juli 1987  | 18                    | 2                 | 29. Mai 2010  | 1. Juli 2012    |                              | 3        |          |          |          |          |
| 09          | Fernando Torres    | FC Chelsea      | 20. März 1984  | 98                    | 31                | 6. Sep. 2003  | 1. Juli 2012    | 3 (2004), 5 (2008)           | 5        | 3        |          |          | 1        |
| 11          | Álvaro Negredo     | FC Sevilla      | 20. Aug. 1985  | 12                    | 6                 | 10. Okt. 2009 | 27. Juni 2012   |                              | 2        |          |          |          |          |
| 13          | Juan Mata          | FC Chelsea      | 28. Apr. 1988  | 19                    | 6                 | 28. März 2009 | 1. Juli 2012    |                              | 1        | 1        |          |          |          |
| 19          | Fernando Llorente  | Athletic Bilbao | 26. Feb. 1985  | 20                    | 7                 | 19. Feb. 2008 | 29. Feb. 2012   |                              |          |          |          |          |          |
| 21          | David Silva        | Manchester City | 8. Jan. 1986   | 64                    | 18                | 15. Nov. 2006 | 1. Juli 2012    | 5 (2008)                     | 6        | 2        |          |          |          |
| 22          | Jesús Navas        | FC Sevilla      | 21. Nov. 1985  | 20                    | 2                 | 14. Sep. 2009 | 27. Juni 2012   |                              | 3        | 1        |          |          |          |
| Trainer     |                    |                 |                |                       |                   |               |                 |                              |          |          |          |          |          |
|             | Vicente del Bosque |                 | 23. Dez. 1950  |                       |                   | 20. Aug. 2008 |                 | 1 (1980)                     | 6        |          |          |          |          |

1. 1 2  Nach dem Finale gegen Italien(nach UEFA-Angaben) (Memento des Originals vom 15. Juni 2012 im Internet Archive)  Info: Der Archivlink wurde automatisch eingesetzt und noch nicht geprüft. Bitte prüfe Original- und Archivlink gemäß Anleitung und entferne dann diesen Hinweis.
2. ↑  Stand: Vor Beginn der EM-Endrunde
3. ↑  Als Spieler

## Vorbereitung
Die spanische Nationalmannschaft begann ihr Trainingslager am 22. Mai im österreichischen Schruns, wo man sich schon zur Vorbereitung auf die Weltmeisterschaft 2010 einquartiert hatte. Nicht dabei waren die Spieler der Pokalfinalisten FC Barcelona und Athletic Bilbao. Juan Mata und Fernando Torres vom Champions League Finalisten FC Chelsea stießen am 25. Mai zum Rest der Mannschaft. Im Zuge des Trainingslagers bestritt die Selección zwei Freundschaftsspiele; am 26. Mai gewann das Team in St. Gallen mit 2:0 gegen Serbien, die Tore erzielten Adrián López und Santi Cazorla. Am 30. Mai trafen die Spanier in Bern auf die Auswahl Südkoreas (4:1). Im Anschluss kehrte das Nationalteam nach Spanien zurück, wo, bereits mit den Spielern des FC Barcelona und Athletic Bilbaos im Kader, am 3. Juni ein letztes Vorbereitungsspiel im heimischen Sevilla gegen China (1:0) auf dem Programm stand.

## Quartier der Mannschaft
Am 4. Juni bezog die Mannschaft ihr Teamquartier im Hotel Mistral Sport im polnischen Gniewino. Von dort aus reisten die Spanier sowohl zu den Gruppenspielen ins nahe gelegene Danzig als auch zur Viertelfinalbegegnung im ukrainischen Donezk. Am 26. Juni verließ die Mannschaft Polen und quartierte sich nach dem in der Donbass Arena ausgetragenen Halbfinale zur Vorbereitung auf das Endspiel im Opera Hotel in Kiew ein.

## Spiele Spaniens

### Vorrunde
Spanien bestritt die Vorrunde in der Gruppe C. Als Erster der UEFA-Rangliste wurden die Spanier als Gruppenkopf gesetzt. Gegen Italien gab es zuletzt vor der EM am 10. August 2011 in Bari eine 1:2-Niederlage. Die Bilanz gegen Italien war vor der EM mit 8 Siegen, 11 Remis und 10 Niederlagen negativ, bei EM-Endrunden gab es zwei Remis und eine Niederlage. Das letzte Spiel im Viertelfinale 2008 wurde aber im Elfmeterschießen von den Spaniern für sich entschieden. Spanien und Irland trafen vor der EM zuletzt im Achtelfinale der WM 2002 aufeinander, wo sich die Spanier im Elfmeterschießen durchsetzen konnten. Die Bilanz gegen Irland ist positiv (13 Siege, 7 Remis, 4 Niederlagen vor der EM). Bei einer EM trafen beide zuvor noch nie aufeinander.
| Pl. | Land     | Sp. | S | U | N | Tore    | Diff. | Punkte |
| --- | -------- | --- | - | - | - | ------- | ----- | ------ |
| 1.  | Spanien  | 3   | 2 | 1 | 0 | 006:100 | +5    | 07     |
| 2.  | Italien  | 3   | 1 | 2 | 0 | 004:200 | +2    | 05     |
| 3.  | Kroatien | 3   | 1 | 1 | 1 | 004:300 | +1    | 04     |
| 4.  | Irland   | 3   | 0 | 0 | 3 | 001:900 | −8    | 0      |

Alle Vorrundenspiele der spanischen Mannschaft fanden in der polnischen Stadt Danzig statt.
|                                           |   |         |           |
| So., 10. Juni 2012 um 18:00 Uhr in Danzig |   |         |           |
| Spanien                                   | – | Italien | 1:1 (0:0) |
| Do., 14. Juni 2012 um 20:45 Uhr in Danzig |   |         |           |
| Spanien                                   | – | Irland  | 4:0 (1:0) |
| Mo., 18. Juni 2012 um 20:45 Uhr in Danzig |   |         |           |
| Kroatien                                  | – | Spanien | 0:1 (0:0) |

### K.o.-Runde
Spanien zog als Gruppensieger ins Viertelfinale und traf dort auf Frankreich, den Zweiten der Gruppe D. Beide spielten zuvor 30-mal gegeneinander, bei 13 spanischen Siegen, 6 Remis und 11 Niederlagen sowie einer Tordifferenz von 57:35 vor der EM. Bei EM-Endrunden konnten die Franzosen aber zweimal gewinnen: 1984 2:0 im Finale und 2000 2:1 im Viertelfinale. In der Vorrunde 1996 trennten sich beide mit 1:1. Das letzte Spiel zwischen beiden Mannschaften konnte Spanien am 3. März 2010 in Saint-Denis mit 2:0 gewinnen. Auch in der Qualifikation für die WM 2014 treffen beide wieder aufeinander. Erstmals konnte Spanien ein Pflichtspiel gegen Frankreich gewinnen und zum vierten Mal in Folge in das Halbfinale eines Turnieres einziehen. Dort trafen die Spanier auf den Nachbarn Portugal, den häufigsten Länderspielgegner. Die Gesamtbilanz war mit 16 Siegen, 12 Remis und 6 Niederlagen mit einer Tordifferenz von 72:41 positiv vor der EM. Zuletzt trafen beide am 17. November 2010 in Lissabon aufeinander und beim 0:4 musste Spanien die höchste Niederlage gegen Portugal einstecken. Das letzte Pflichtspiel zwischen beiden endete im Achtelfinale der WM 2010 1:0 für Spanien. Bei Europameisterschaften trafen beide zweimal in der Vorrunde aufeinander, zuerst 1984 (1:1) dann 2004 (0:1). Nach dem Sieg im Elfmeterschießen trafen die Spanier im Finale erneut auf Italien, gegen das es im ersten Spiel ein 1:1 gab. Beide standen sich zuvor noch nie in einem EM- oder WM-Finale gegenüber. In einem von den Spaniern überlegen geführten Spiel konnten sie mit einem 4:0-Rekordsieg ihren Titel verteidigen.
|                                                                        |   |            |                      |
| Viertelfinale, Sa., 23. Juni 2012 um 21:45 Uhr (20:45 MESZ) in Donezk  |   |            |                      |
| Spanien                                                                | – | Frankreich | 2:0 (1:0)            |
| Halbfinale, Mi., 27. Juni 2012 um 21:45 Uhr (20:45 Uhr MESZ) in Donezk |   |            |                      |
| Portugal                                                               | – | Spanien    | 0:0 n. V., 2:4 i. E. |
| Finale So., 1. Juli 2012 um 21:45 Uhr (20:45 Uhr MESZ) in Kiew         |   |            |                      |
| Spanien                                                                | – | Italien    | 4:0 (2:0)            |

## Auszeichnungen
Andrés Iniesta wurde zum besten Spieler der EM gewählt. Iker Casillas, Jordi Alba, Gerard Piqué, Sergio Ramos, Xabi Alonso, Sergio Busquets, Andrés Iniesta, Xavi Cesc Fàbregas und David Silva wurden ins UEFA-All-Star-Team der 23 besten Spieler des Turniers gewählt. Damit stellte Spanien das größte Kontingent und als einzige Mannschaft Spieler aus allen Mannschaftsteilen. Fernando Torres, der wie fünf andere Spieler drei Tore erzielen konnte, wurde als bester Torschütze ausgezeichnet, da er weniger Einsatzzeit dafür benötigte.